# Max von Ratibor und Corvey
Maximilian Karl Wilhelm Prinz zu Hohenlohe-Schillingsfürst, Prinz von Ratibor und Corvey (* 9. Februar 1856 in Rauden; † 12. Januar 1924 in Sterz) war ein deutscher Diplomat.

## Leben
Er war der vierte Sohn von Victor Herzog von Ratibor und dessen Frau Amalie Prinzessin zu Fürstenberg. Er selbst heiratete Franziska Grimaud Gräfin von Orsay. Mit dieser hatte er vier Kinder.
Max studierte an der Georg-August-Universität Göttingen Rechtswissenschaften. 1877 wurde er Mitglied des Corps Saxonia Göttingen. Nach dem Referendarexamen nahm er 1879 eine Tätigkeit beim Kammergericht wahr. Er war Offizier beim 2. Garde-Dragoner-Regiment.
1880 trat er in den diplomatischen Dienst ein. Im Jahr 1883 war er dritter Botschaftssekretär in St. Petersburg. Ab 1890 war Ratibor erster Botschaftssekretär in Wien, danach ab 1894 Generalkonsul in Budapest. Ab 1897 diente er als preußischer Gesandter in Weimar. Im Jahr 1902 wurde er außerordentlicher Gesandter und bevollmächtigter Minister in  Athen. Als Gesandter diente er ab 1906 in Belgrad und ab 1908 in Lissabon. Zwischen 1910 und 1918 war er deutscher Botschafter in Madrid.
Der Nachrichtenoffizier der Sektion III b und Offizier beim Stellvertretenden Generalstab in Berlin, Rudolf Nadolny, sandte im Juni 1916 Hermann Wuppermann, Arnold nach Madrid, zu Prinz von Ratibor und Corvey. In Seifensücken waren Glaskolben mit Rotzbazillen und Bacillus anthracis geliefert worden. Hermann Wuppermann legte in Madrid in Glycerin Rotzbakterienkulturen an. Prinz von Ratibor meldete am 23. Juni 1916 „Kulturen sind geglückt“ nach Berlin. Helfer des Botschafters infizierten zum Export bestimmte Tiere mit den biologischen Kampfstoffen. Damit sollte verhindert werden, dass das neutrale Spanien Maultiere, Pferde und Rinder an die britischen und französischen Kriegsgegner liefert.
Während des Ersten Weltkriegs wies der spanische König Alfons XIII. seinen Botschafter in Berlin, Luis Polo de Bernabé Pilón, an, bei der Regierung des Deutschen Reichs um Entschädigungen für die deutsche U-Bootblockade anzusuchen. Ratibor wurde angewiesen, die Entschädigungsforderung zu prüfen. Am 3. Oktober 1918 ernannte Wilhelm II. Max von Baden zum Reichskanzler. Der Leiter der Abteilung Politik des spanischen Außenministeriums Emilio Palacios annullierte am 14. November 1918 die Exequatur von Max von Ratibor und Corvey.